# Milan Muškatirović
Milan Muškatirović, född 9 mars 1934 i Bihać, Bosnien och Herzegovina, Kungariket Jugoslavien,
död 27 september 1993 i Belgrad, Serbien, Förbundsrepubliken Jugoslavien, var en jugoslavisk vattenpolomålvakt.
Muškatirović tog OS-silver 1964 med Jugoslaviens landslag.
Muškatirović spelade sju matcher i den olympiska vattenpoloturneringen Rom där Jugoslavien nådde en fjärdeplats. Han spelade sex matcher i den olympiska vattenpoloturneringen i Tokyo.